# Le Bec-Thomas

Le Bec-Thomas este o comună în departamentul Eure, Franța. În 1 ianuarie 2022 avea o populație de 200 de locuitori.